# Helene-Lange-Gymnasium (Hamburg)
Das Helene-Lange-Gymnasium Hamburg (kurz: HLG) ist ein staatliches Gymnasium im Südwesten des Hamburger Stadtteils Harvestehude, an der Grenze zu Eimsbüttel. Es wurde 1910 als staatliche höhere Mädchenschule gegründet und ist seit 1969 auch Jungen zugänglich. Zwischen 1910 und 1957 änderte sich der Name der Schule insgesamt sieben Mal. Seit 1954 ist das Gymnasium Mitglied im Netzwerk der UNESCO-Projektschulen. Damit ist die Schule die älteste UNESCO-Projektschule Deutschlands. Die Schule pflegt Schulpartnerschaften mit Schulen in Daressalam (Tansania), Osaka (Japan), Havanna (Kuba), Chicago (USA) und London (Großbritannien). In allen Klassen wird ab dem siebten Jahrgang ein Teil der Unterrichtsfächer auf Englisch unterrichtet. Außerdem ist es für jährlich 24 Schüler aus ganz Hamburg möglich, das International Baccalaureate (IB) am Helene-Lange-Gymnasium zu machen. Mit diesem auf Englisch absolvierten Abschluss kann an vielen internationalen Universitäten weltweit studiert werden. Am Helene-Lange-Gymnasium gibt es insgesamt 26 Klassenverbände und weitere Oberstufenkurse in neun Jahrgangsstufen. Der Oberstufenunterricht findet im Wege des Eimsbüttler Modells gemeinsam mit den Schülerinnen und Schülern des Gymnasiums Kaiser-Friedrich-Ufer statt. Seit 2003 ist die Schule eine Ganztagsschule.

## Gebäude
Das Helene-Lange-Gymnasium wurde zwischen 1908 und 1910 errichtet, Architekt war Albert Erbe. Die Architektur knüpfte größtenteils an den Bauten der Realschulen für Jungen an. Da aber die Klassenfrequenz statt 50, wie es auf Jungsschulen üblich war, nur 30 betrug, fielen die Klassenräume kleiner aus. Für heutige Standards sind die Klassenräume daher relativ klein. Außerdem entwarf Erbe eine kleinere Turnhalle, die auch heute noch in restaurierter Form genutzt wird. Ein anderer Teil des Sportunterrichts findet heute in der nahe gelegenen Sporthalle Bogenstraße sowie in der Sporthalle des Oberstufengebäudes statt.
Die Schülerzahl ist auf Grund der Größe des Gebäudes begrenzt, sodass Anmeldungen für die fünfte Klasse abgewiesen werden müssen. Im Schulgebäude befinden sich eine Aula und mehrere Fachräume für Musik und Naturwissenschaften. Das ehemalige Bismarckgymnasium wird als Oberstufengebäude genutzt, wo der Großteil des Oberstufenunterrichts stattfindet. Auch dieses 1906 gegründete Schulgebäude wurde von Albert Erbe entworfen.

### Kantine
Auf Grund der verlängerten Schulzeiten durch das achtstufige Abitur führte die Schulleitung eine 50-minütige Mittagspause ein. Zur Nutzung der Pause baute die Schule das gesamte Untergeschoss um. Die Kosten des Umbaus betrugen 410.000 €, die teilweise durch Erlöse eines Sponsored Walks der Schülerschaft getragen wurden. Das Untergeschoss kann als Aufenthaltsraum frei genutzt werden. Es befindet sich dort auch eine Kantine, die sowohl warme als auch kalte Küche anbietet.
Im Oberstufenhaus war bis 2013 ebenfalls eine Kantine, in der auch warme Speisen gekauft werden konnten.

## Geschichte

### Von der Gründung bis zur Weimarer Republik
Seit 1872 gibt es höhere Mädchenschulen in Hamburg. 1872 wurde die Klosterschule St. Johannis und 1897 das Emilie-Wüstenfeld-Gymnasium gegründet. Beide Schulen wurden durch private Stiftungen ermöglicht. Auf Grund des Erfolges wurde am 22. Juni 1904 ein bürgerschaftliches Ersuchen an den Hamburger Senat formuliert, in dem um die Errichtung staatlicher höherer Mädchenschulen gebeten wurde. Darauf beschloss der Senat am 15. Januar 1908 die Errichtung von zwei staatlichen höheren Mädchenschulen. Infolgedessen entstanden das Lyzeum Lerchenfeld (heute Gymnasium Lerchenfeld) und das heutige Helene-Lange-Gymnasium.
Am 1. April 1910 eröffnete der Senat das heutige Helene-Lange-Gymnasium unter dem Namen Staatliche höhere Mädchenschule an der Hansastraße. 1913 beschloss die Hamburger Bürgerschaft, die Schule zu einem Lyzeum umzufungieren. Daraufhin hieß die Schule Lyzeum mit Studienanstalt an der Hansastraße. Es gab von nun an drei Parallelklassen für die unteren drei Jahrgangsstufen und für die oberen beiden Jahrgangsstufen jeweils zwei Klassen. Die Schule wurde von einem Lyzeum zur Oberrealschule umbenannt. Während des Ersten Weltkriegs wurde in der Oberrealschule Eimsbüttel (Bogenstraße 32) ein Reservelazarett eingerichtet.
1926 hieß die Schule kurzfristig Mädchen-Oberrealschule an der Hansastraße. Auf Nachfrage des Lehrerkollegiums bestätigte der Senat die Umbenennung zur Helene-Lange-Oberrealschule noch im selben Jahr. Ein großer Nachteil des alten Namens war, dass die Schule nicht einmal zu einem Zehntel in der Hansastraße (heute Helene-Lange-Straße) liegt und kein Eingang an dieser Seite zu finden ist. Im selben Jahr wurde Emmy Beckmann Schulleiterin, sie war damit die erste Frau, die Schulleiterin einer höheren staatlichen Schule in Hamburg wurde. Als sie nur ein Jahr später – wiederum als erste Frau – zur Oberschulrätin ernannt wurde, übernahm ihre Zwillingsschwester Hanna die Leitung der Schule.

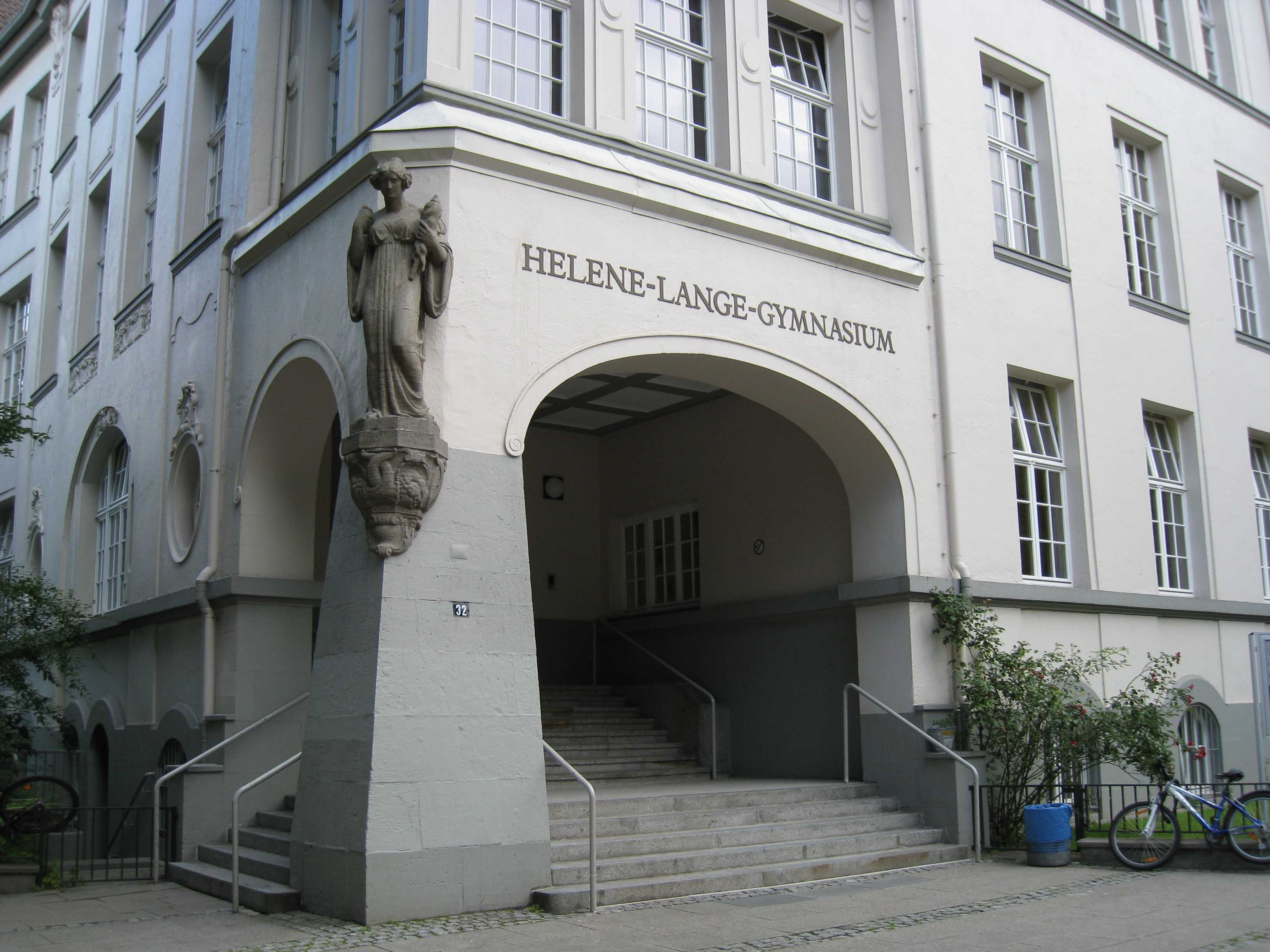
1927 trug die Schule erstmals den Namen Helene-Lange

Am 2. Februar 1927 fand die Zeremonie der Umbenennung statt. Namenspatin ist seitdem, mit Ausnahme der Jahre 1935 bis 1945 die Frauenrechtlerin und Pädagogin Helene Lange. Die damals 78 Jahre alte Namenspatin nahm an der Feier teil und trug eine Rede vor, in der sie den Schülerinnen deutlich machte, wie sehr sich deren Situation gegenüber vorigen Generationen verändert hat:

„[…] eines haben Sie vor früheren Frauengeschlechtern voraus: die Möglichkeit gründlicher geistiger Arbeit und damit die Möglichkeit einer selbstständigen Gestaltung des inneren und äußeren Lebens. Das ist jetzt ganz von Ihnen genommen, dies ganz passive Abwartenmüssen, wohin das Schicksal Sie schiebt.“

1928 formulierte Bruno Italiener, ein Lehrer der Helene-Lange-Oberrealschule, ein Begehren an die Oberschulbehörde, in dem er jüdischen Religionsunterricht forderte. Dem Begehren wurde nicht stattgegeben, aber es wurde angeboten, die Klassenräume der Schule nach Ende des Regelunterrichts für den Religionsunterricht unentgeltlich nutzen zu dürfen. Im Laufe des Jahres wurden weitere Anträge an die Schulbehörde eingereicht. Dies hatte zur Folge, dass eine Umfrage gestartet wurde, die das Interesse der Schülerschaft am jüdischen Religionsunterricht ermitteln sollte. Auf Grund dieses Ergebnisses wurde am 17. April 1929 in der Behörde der Beschluss gefasst, am Heinrich-Hertz-Realgymnasium (heutige Heinrich-Hertz-Schule) sowie an der Helene-Lange-Oberrealschule für das Schuljahr 1929/1930 jüdischen Religionsunterricht als Schulfach einzuführen. An beiden Schulen wurde der Unterricht von den Rabbis Italiener und Paul Holzer geleitet. Bis 1933 wurde nur an zwei weiteren staatlichen Schulen in Hamburg jüdischer Religionsunterricht eingeführt.

### Zeit des Nationalsozialismus
Die Schulleiterin Hanna Beckmann wurde 1933 von dem nationalsozialistischen Regime des Amtes enthoben. Der Nachfolger Viktor Grüber forderte eine erneute Umbenennung der Schule, da der alte Name nicht mehr „zeitgemäß“ sei. 1935, während der Feier zum 25-jährigen Bestehen der Schule wurde die Schule in Hansa-Oberrealschule umbenannt. Während der Feier lobte der Schulleiter, dass die Schule vom neuen Geist inspiriert werde. So hob er hervor, dass bereits ein Fünftel der Mädchen Mitglied im Bund Deutscher Mädel, seien. Im Februar des gleichen Jahres stellte er einen Antrag an die Schulbehörde, dass ein Wechsel von der unteren Schule in die höhere Schule als neue Registrierung gelte. Damit sollte erreicht werden, dass der Anteil der offiziell neu registrierten jüdischen Schülerinnen über 1,5 % der Gesamtschülerzahl liegt. Dies hätte dem Schulleiter ermöglicht, jüdische Schülerinnen der Schule zu verweisen. Diesem Antrag wurde jedoch nicht stattgegeben. Später stellte er weitere Anträge, einzelne Schülerinnen der Schule verweisen zu dürfen. 1938 wurde es als notwendig erachtet, die Schule erneut umzubenennen. So bekam die Schule den Namen Hansa-Schule, Oberschule für Mädchen (sprachliche Form). Der Schulleiter ordnete persönlich an, im Unterricht antisemitische Texte zu lesen.
Bis 1933 durchliefen annähernd 300 jüdische Schülerinnen die Schule. Der Anteil der jüdischen Schülerinnen betrug in den 1910ern ungefähr 15 Prozent. Dieser Anteil sank nach 1935 auf unter 0,5 Prozent. Im Januar 1933 besuchten 40 „volljüdische“ und zehn „halbjüdische“ Schülerinnen die Schule. Sieben von ihnen konnten noch bis 1936 die Reifeprüfung ablegen.
In den Jahren 1937 und 1938 gab es an der Schule keine jüdische Schülerin mehr. Zwischen 1933 und 1943 verließen 65 jüdische, „nicht-arische“ oder „mischblütige“ Mädchen die Schule, die meisten davon freiwillig. Mehrfach wurden Umschulungen – auch mitten im Schuljahr – zur Israelitischen Mädchenschule vorgenommen, in eine Umgebung, „in der jüdischen Kindern der Schulalltag nicht durch Intoleranz vergiftet wurde.“
Fast alle der fünfzig Schülerinnen, die 1933 die Schule besuchten, konnten auswandern und überlebten den Holocaust. Marion Werner war lutherische Protestantin, wurde aber von den Behörden als „nicht-arisch“ eingestuft und musste deshalb im Herbst 1938 die Schule verlassen, kurz nach dem behördlichen Beschluss, alle „jüdischen“ Kinder von den Schulen auszuschließen. Sie wurde mit ihren Eltern am 25. Oktober 1941 ins Ghetto Litzmannstadt (Łódź) gebracht, wo sie verstarb. 1991, 50 Jahre nach der Deportation, wurde auf Anregung der Deutsch-Jüdischen Gesellschaft in der Schule eine Gedenktafel angebracht, die an das Schicksal Marion Werners erinnern soll.
Trotz des offiziellen Verbotes verblieben zwei „nicht-arische“ Schülerinnen bis zum Herbst 1940 auf der Schule. Es blieben ebenfalls sieben „Mischblütige“ bis 1943 auf der Schule. Sie wurden von Lehrern gedeckt.

### Nachkriegszeit und Bundesrepublik Deutschland
Nach Kriegsende erfolgte am 7. November 1945 eine Umbenennung der Schule in Helene-Lange-Schule. Seitdem trägt die Schule wieder ihre Namenspatin im Schulnamen. Wie alle Schulen Hamburgs wurde auch das Helene-Lange-Gymnasium kurz nach Wiederaufnahme des Unterrichts von der Britischen Militärregierung kontrolliert. Seit 1954 ist das Helene-Lange-Gymnasium die erste deutsche anerkannte UNESCO-Projektschule. Grund für die Wahl war zum einen, dass in Hamburg das UNESCO-Institut für Pädagogik lag und der Name „Helene Lange“ ideal mit den Themen und der Ideologie der UNESCO verbunden werden kann.
1957 wurde die Schule das vorerst letzte Mal umbenannt. Seitdem heißt die Schule Helene-Lange-Gymnasium.
1969 wurde die Koedukation eingeführt. Im darauf folgenden Jahr wurde das Eimsbüttler Modell gegründet. Ebenfalls 1970 gab es erstmals bilingualen Unterricht am Helene-Lange-Gymnasium. Seit 2003 können bis zu 24 Schüler an der Schule das International Baccalaureate (kurz: IB) machen.

## Die Schule heute
Das Helene-Lange-Gymnasium unterrichtet ungefähr 900 Schüler aus vielen Nationen von der fünften Klasse bis zum Abitur, also derzeit bis zur zwölften Klasse.
Für den Unterricht stehen ungefähr 75 Lehrkräfte zur Verfügung. Insgesamt gibt es 25 Klassen in der Unter- und Mittelstufe und weitere Oberstufenkurse.
Für alle Schüler ist Englisch ab Klasse fünf die erste Fremdsprache. Ab Klasse sechs wird entweder Latein oder Französisch als zweite Fremdsprache unterrichtet. Eine dritte Fremdsprache ist nicht verpflichtend, kann aber ab Klasse zehn gewählt werden. Angeboten wird die Fremdsprache Spanisch.
Neben den Regelfächern werden im Wahlpflichtbereich weitere Fächer angeboten. Je nach Klassenstufe ist beispielsweise eine Belegung der Fächer Börse, Darstellendes Spiel, Mediation, Band, Wirtschaftspraxis und Informatik möglich.

### Eimsbüttler Modell

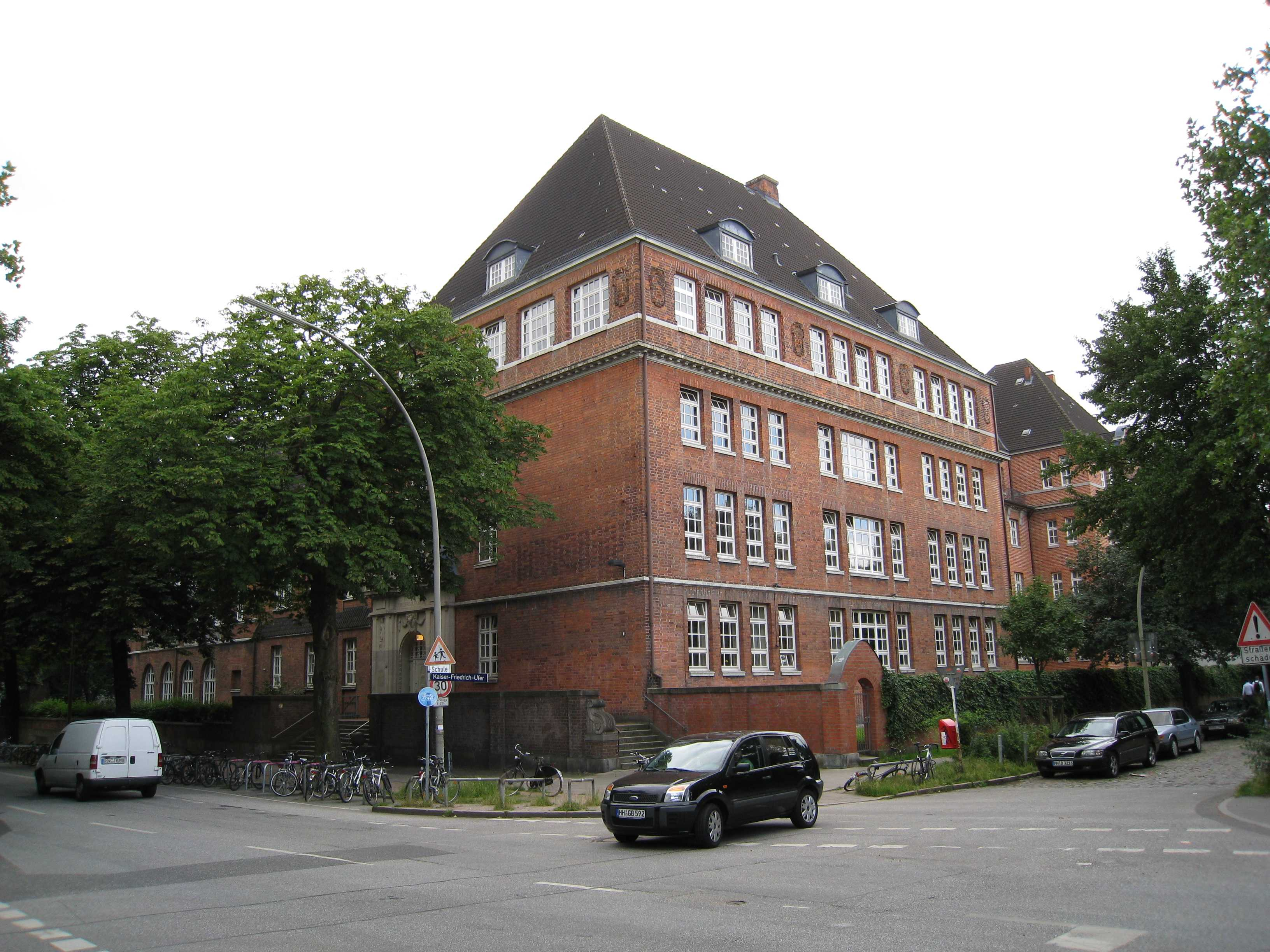
Gebäude des ehemaligen Bismarckgymnasiums, in dem der Großteil des Oberstufenunterrichts stattfindet

Das Eimsbüttler Modell ist seit 1972 eine gemeinsame Oberstufe des Helene-Lange-Gymnasiums, des Gymnasiums Kaiser-Friedrich-Ufer und des Bismarckgymnasiums. Nach Schließung des Bismarckgymnasiums im Jahre 1997 wurde das Projekt von den beiden anderen Schulen fortgeführt. Fast der gesamte Unterricht der Oberstufe findet im Oberstufenhaus, dem Gebäude des ehemaligen Bismarckgymnasiums statt. Mit über 600 Schülern ist das Eimsbüttler Modell die größte Oberstufe Hamburgs. Dies hat den Vorteil, dass durch die große Anzahl der Lehrer und Schüler, die am System teilnehmen, das Kursangebot weitaus größer ist als in kleineren Systemen. Auch mit der Einführung der Profiloberstufe zum Schuljahr 2009/2010 wird das Eimsbüttler Modell weitergeführt. Die beiden Schulen bieten zusammen acht bis zehn Profile an.

### Bilingualer Unterricht
Das Helene-Lange-Gymnasium war die erste zweisprachige Schule Hamburgs. Seit 1970 werden einige Fächer auf Englisch unterrichtet. Anfangs war der bilinguale Unterricht optional. Seit 1996 ist er jedoch für alle Schüler verpflichtend. Um den Sachfachunterricht auf Englisch vorzubereiten und zu unterstützen, erhalten die Schüler ab Klasse fünf erweiterten Englischunterricht. Ab Klasse sieben wird Geschichte auf Englisch unterrichtet. In den Klassen acht und neun kommen Geographie und Biologie dazu. Wird ein neues Fach auf Englisch unterrichtet, geschieht dies im ersten Jahr mit einer Wochenstunde mehr als üblich. Im Unterricht wird derselbe Lehrplan erfüllt wie an einsprachigen Gymnasien. Sprachliche Fehler gehen in der Regel nicht in die Benotung ein.

#### International Baccalaureate
Im Rahmen des Eimsbüttler Modells ist es den Schülern der Oberstufe möglich, das so genannte International Baccalaureate (kurz: IB) zu absolvieren. Das Helene-Lange-Gymnasium ist die erste staatliche Schule Hamburgs, die diesen speziellen und international anerkannten Hochschulzugang anbietet. Um das Angebot in Anspruch zu nehmen, muss man sich bewerben. Im Auswahlverfahren werden schulische Leistungen, Sozialverhalten, Motivation und außerschulische Aktivitäten der Bewerber bewertet. Das Angebot wurde durch den erfolgreichen zweisprachigen Unterricht und die Arbeit als UNESCO-Projektschule zur internationalen Verständigung ermöglicht. Es wird keine freie Fächerwahl angeboten. Die drei Fächer auf erhöhtem Niveau sind Geschichte, Englisch und Deutsch. Neben dem IB müssen alle Schüler noch das normale Deutsche Abitur absolvieren. Mit der Einführung der Profiloberstufe im Schuljahr 2009/2010 wurde das Angebot ins Profil International Baccalaureate eingebunden. Die Kosten belaufen sich jährlich auf 26.000 Euro, wovon die Hamburger Schulbehörde den Großteil übernimmt, so dass dem einzelnen Schüler nur die Prüfungsgebühren verbleiben. Um auch finanziell schwachen Schülern die Chance auf das IB zu bewahren, wurde ein Förderverein mit außerschulischen Trägern eingerichtet, der gegebenenfalls die Prüfungskosten übernimmt.

### Berufsorientierung
Im Rahmen der Berufsorientierung absolvieren alle Schüler in der neunten Klasse ein dreiwöchiges Berufspraktikum. Auch nehmen alle Schüler in der Oberstufe an Berufsorientierungstagen teil, an denen sich intensiv mit dem Thema beschäftigt wird. Weiter kann das Fach Wirtschaft belegt werden (in Klasse zehn im dritten Wahlbereich und in der Oberstufe als Fach auf grundlegendem Niveau), welches wirtschaftliche Zusammenhänge vermittelt.

### Partnerschulen
Das Helene-Lange-Gymnasium hat Partnerschulen auf vier Kontinenten. Zum einen pflegt die Schule regen Kontakt und Schüleraustausche mit Schulen im englischsprachigen Ausland. Zu den Schulen zählen die Lake Park Highschool (in Chicago), die City of London School (London) und die Schule Sevenoaks in Kent. Weiter gibt es im Rahmen des Austausches mit der City of London School das Angebot eines kurzen Betriebspraktikums für Schüler des Jahrgangs 11. Im Austausch kommen englische Schüler nach Hamburg.
Am 23. September 2009 wurde eine Schulpartnerschafts-Vereinbarung zwischen dem Helene-Lange-Gymnasium und der Asahi High School unterzeichnet. Die Asahi High School liegt in Osaka, Japan. Seit mehreren Jahren finden Schüleraustausche zwischen den beiden Schulen statt.
Im Rahmen der Aktivitäten als UNESCO-Projektschule baute das Gymnasium eine Schulpartnerschaft mit der Kiluvya Secondary School in Daressalam, Tansania auf.

### Medienpädagogik
In der fünften Klassenstufe haben alle Schüler Computerunterricht, in dem sie grundlegende Computerkenntnisse erwerben. In der Oberstufe wird in Kooperation mit dem Gymnasium Kaiser-Friedrich-Ufer das Fach Informatik als Wahlpflichtfach angeboten. Themen dort sind das Programmieren in Java, Kryptologie, Simulation und Robotik. Weiter hat die Schule eine Webpräsenz, auf der neben generellen Informationen über die Schule auch aktuelle Termine wie Elternabende und der aktuelle Vertretungsplan zu finden sind.

### Arbeitsgemeinschaften
Es gibt viele Arbeitsgemeinschaften am Helene-Lange-Gymnasium. Unter ihnen sind naturwissenschaftliche, künstlerische, mathematische, sportliche, sprachliche und gesellschaftliche Angebote für alle Jahrgangsstufen.
Im Rahmen des Unterrichts oder von Arbeitsgemeinschaften wird die Teilnahme an mehreren Schülerwettbewerbe ermöglicht. So nehmen Schüler unter anderem an der Mathematik-Olympiade, Jugend Forscht und Jugend debattiert teil. Besonders rege und erfolgreich nimmt die Schülerschaft beim jährlich ausgetragenen Fremdsprachenwettbewerb teil. Sowohl beim Fremdsprachenwettbewerb als auch bei Jugend debattiert konnten in den letzten Jahren Landessiege errungen werden.

#### Chor
1997 wurde eine Chorschule eingeführt. Von der fünften Klasse an bis zum Abitur besuchen über 200 Schüler einen der vier Stufenchöre (Chor 5, Chor 6, Mittelstufenchor, Oberstufenchor). Für talentierte Schüler gibt es Möglichkeiten zu gezielter Stimmbildung und zu außerschulischen Auftritten im CANTiLENE-Kinderchor. Dieser Chor wirkte teilweise in größeren professionelle Produktionen außerhalb der Schule mit. Für Schüler in der zehnten Klasse sowie der Oberstufe ist es möglich, Chor als Kursfach zu wählen.

### Mediation
Mediation wird im Helene-Lange-Gymnasium als Fach im dritten freien Wahlpflichtbereich angeboten. Das Ziel dieses Fachs ist es, Schüler zu gewinnen, die nach einer Ausbildung zum Mediator kleinere Konflikte zwischen ihren Mitschülern in einem Vermittlungsgespräch zu beheben versuchen. Dafür steht ein Raum zur Verfügung, der in Pausen von Mediatoren besetzt ist.

### Schullandheim Wenningstedt

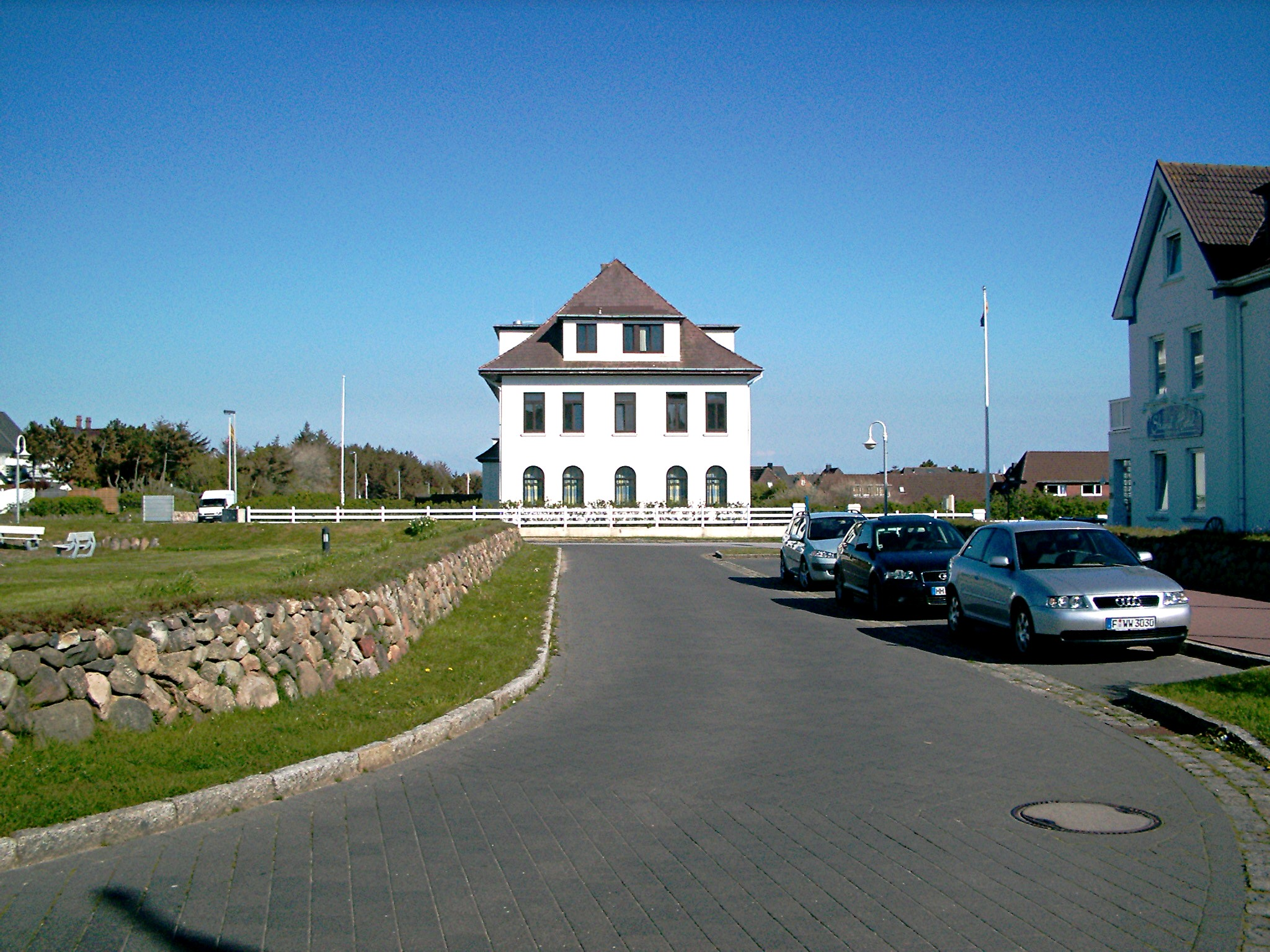
Schullandheim in Wenningstedt

1920 gründete das Bismarck-Gymnasium ein Schullandheim in Wenningstedt auf Sylt. Nachdem das Bismarck-Gymnasium geschlossen wurde und seine sämtlichen Einrichtungen vom Gymnasium Kaiser-Friedrich-Ufer und dem Helene-Lange-Gymnasium übernommen wurden, führen diese beiden Schulen zusammen das Schullandheim. Das Grundstück ist 20.000 m² groß. Das Landheim wird regelmäßig für Klassen- und Sommerreisen genutzt.

### Weiteres
Des Weiteren gibt es an der Schule einen Schulverein der finanziell schwachen Schülern bei der Bezahlung von kostenpflichtigen schulischen Veranstaltungen unterstützt. Schüler haben die Möglichkeit Schulkleidung zu erwerben. Die Schulleitung gibt seit dem Schuljahr 2008 vierteljährlich das Info-Blatt Spotlight heraus, das über Aktuelles an der Schule informiert. Jährlich erscheint zu Weihnachten das Jahrbuch „Year Book“. Seit 2020 gibt es die von der Schülerschaft geführte Schülerzeitung „Die Helene“.

## Das Helene-Lange-Gymnasium als UNESCO-Projektschule

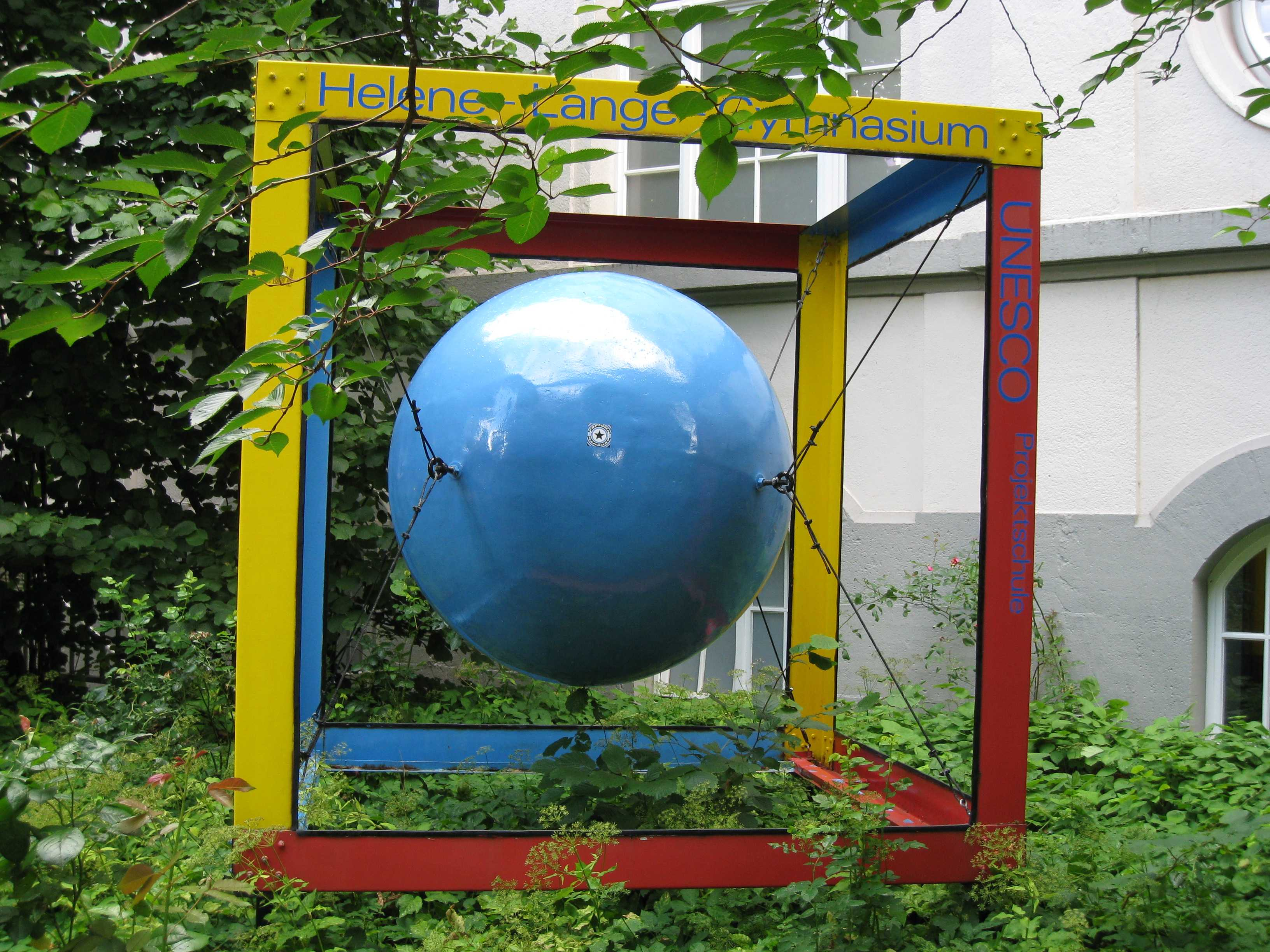
Statue (UNESCO-Ball) vor dem Schulgebäude

Das Helene-Lange-Gymnasium ist seit 1954 Mitglied des internationalen Schulprojekts dessen Dachorganisation die UN-Sonderorganisation UNESCO ist. Damit ist das Helene-Lange-Gymnasium die erste Schule Deutschlands und die zweite weltweit, die in dem weltweiten Netzwerk von mittlerweile 200 Schulen.

### Arbeit am Helene-Lange-Gymnasium
Die Arbeit des Helene-Lange-Gymnasium als UNESCO-Projektschule ist weit gefächert. Sie unterstützt Schulen in Entwicklungsländern, nimmt an verschiedensten Projekten teil und vermittelt der Schülerschaft die Werte der UNESCO. Es werden Lehrer, Eltern und Schüler eingebunden.
Es gibt für verschiedene Altersstufen zwei Arbeitsgemeinschaften für Schüler. In diesen Gruppen wird zu verschiedensten ökologischen, ökonomischen, sozialen, politischen und kulturellen Themen gearbeitet. Besonders oft geht es um Kinderrechte und -armut sowie Tierschutz. Die Schule engagiert sich außerdem gegen rassistische Vorurteile und ist seit 2012 eine Schule ohne Rassismus. Die Arbeit der Arbeitsgemeinschaften besteht darin, sich selbst und anschließend die gesamte Schülerschaft zu informieren. Hinzu kommt die Teilnahme an verschiedenen Aktionen und Wettbewerben Humanitärer Organisationen. Oft wird die gesamte Schülerschaft in Aktionen eingebunden. Die Organisation und Durchführung dieser Aktionen und Wettbewerben wird ebenfalls von den Schülergruppen erledigt. Weiter wird einigen älteren Schülern der UNESCO-AG die Teilnahme an verschiedenen internationalen UNESCO-Schülerseminaren ermöglicht.
Die Schule nimmt außerdem an den alle zwei Jahre stattfindenden Internationalen Projekttagen teil. Dazu wird in der Schule ein Projekttag oder eine Aktion durchgeführt und an der in der St.-Michaelis-Kirche stattfindenden Feier mitgewirkt.
Seit langem unterstützt das Gymnasium Schulen in Entwicklungsländern finanziell. Das Geld wird auf verschiedenen Benefizveranstaltungen gesammelt. So wird beispielsweise jährlich ein Weihnachtsbasar veranstaltet, dessen Erlös jährlich im vierstelligen Bereich liegt. Es erhielten bereits Schulen in Kuba, Brasilien, Gambia, Sri Lanka und Tansania Geld vom Helene-Lange-Gymnasium.

#### Projekt Tansania
Jahrelang wurde ein Projekt in Gambia unterstützt, das aber auf Grund von Abstimmungsproblemen beendet wurde. Da aber weiterhin der Wunsch bestand, ein Projekt in Afrika zu unterstützen, fand im Herbst 2006 ein Treffen mit der Kiluvya Secondary School, einer weiterführenden Schule in Daressalam in Tansania statt, mit dem Ziel, eine langjährige Partnerschaft aufzubauen. An diesem ersten Treffen nahmen zwei Mitglieder der Schulleitung und Schüler der elften Klasse teil. Diese Partnerschaft war auch von politischem Interesse, da Hamburg und Daressalam 2010 eine offizielle Städtepartnerschaft eingingen. So hat die Stadt Hamburg die Schulpartnerschaft auch finanziell unterstützt. Seit 2007 findet ein jährlicher Austausch statt. 2008, im Rahmen einer dieser Besuche, unterzeichneten die Schulleiterinnen beider Schulen eine offizielle Schulpartnerschaft. Im Sommer 2009 besuchte Hamburgs Zweite Bürgermeisterin Christa Goetsch im Rahmen einer Delegationsreise, an der auch ein Lehrer des Helene-Lange-Gymnasiums teilnahm, die Kiluvya Secondary School.

## Niveau
Das Niveau am Helene-Lange-Gymnasium gilt als hoch. Ein Grund ist der bilinguale Unterricht. Weiter schneiden die Schüler beim 2001 eingeführten Zentralabitur sehr gut ab. Abiturienten des Gymnasiums konnten wiederholt den besten Notendurchschnitt Hamburgs vorweisen.

## Bekannte Ehemalige
Schüler:
- Kristiane Backer (* 1965), erste deutsche Moderatorin beim damals ausschließlich englischsprachigen TV-Sender MTV Europe.
- Gerrit (* 1967) und Frederik Braun (* 1967), Gründer und Betreiber des Miniatur-Wunderlands, Hamburg[44]
- Jerome Cholet (* 1979), Direktor Public Relations und Kommunikation, McCann Worldgroup
- Jan Phillip Eißfeldt (* 1976), bekannt als Musiker unter den Pseudonymen Jan Delay, Eißfeld, Eizi Eiz u. a.[45]
- Laszlo Goerke (* 1965), Finanzwissenschaftler[46]
- Reinhard Grindel (* 1961), Politiker und Funktionär[47]
- Petra Verena Milchert (* 1957), Schauspielerin
- Nina Petri (* 1963), Schauspielerin[48]
- Eve Lambert (* 1979), Schriftstellerin
- Pheline Roggan (* 1981), Schauspielerin
- Annegret Kerp-Esche (* 1954), Politikerin (SPD) und MdHB
- Jan Delay (* 1976), Sänger und Rapper

Lehrer:
- Emmy Beckmann (1880–1967), Schulleiterin 1926/27, Politikerin und Frauenrechtlerin[49]